# Béla Kárpáti
Béla Kárpáti (ur. 30 września 1929 w Felsőgalla – zm. 31 grudnia 2003 w Budapeszcie) – piłkarz węgierski grający na pozycji obrońcy. W swojej karierze rozegrał 19 meczów w reprezentacji Węgier.

## Kariera klubowa
Swoją karierę piłkarską Kárpáti rozpoczynał w klubie Felsőgallai SC. Następnie w 1946 roku przeszedł do Győri Vasas ETO i wtedy też zadebiutował w jego barwach w pierwszej lidze węgierskiej. W Győri Vasas ETO występował do 1955 roku.
W 1956 roku Kárpáti przeszedł do Vasasu Budapeszt. Wraz z Vasasem trzykrotnie wywalczył mistrzostwo Węgier w latach 1957, 1961 i 1962. W latach 1956, 1957, 1960, 1962 zdobywał z nim Puchar Mitropa. W 1964 roku zakończył karierę piłkarską.

## Kariera reprezentacyjna
W reprezentacji Węgier Kárpáti zadebiutował 11 października 1953 roku w wygranym 3:2 towarzyskim meczu z Austrią. W 1954 roku został powołany do kadry Węgier na mistrzostwa świata w Szwajcarii, na których Węgrzy wywalczyli wicemistrzostwo świata, a w 1958 roku – do kadry na mistrzostwa świata w Szwecji. Na obu tych turniejach był rezerwowym i nie rozegrał żadnego meczu. Od 1953 do 1958 roku rozegrał w kadrze narodowej 19 meczów.
| Mecze i gole w reprezentacji | Mecze i gole w reprezentacji | Mecze i gole w reprezentacji | Mecze i gole w reprezentacji | Mecze i gole w reprezentacji | Mecze i gole w reprezentacji | Mecze i gole w reprezentacji |
| #                            | Data                         | Stadion                      | Rywal                        | Wynik                        | Gol                          | Rozgrywki                    |
| 1953                         | 1953                         | 1953                         | 1953                         | 1953                         | 1953                         | 1953                         |
| ---------------------------- | ---------------------------- | ---------------------------- | ---------------------------- | ---------------------------- | ---------------------------- | ---------------------------- |
| 1.                           | 11.10.1953                   | Wiedeń, Austria              | Austria                      | 3:2                          | 0                            | towarzyski                   |
| 1954                         |                              |                              |                              |                              |                              |                              |
| 2.                           | 24.10.1954                   | Budapeszt, Węgry             | Czechosłowacja               | 4:1                          | 0                            | towarzyski                   |
| 1955                         |                              |                              |                              |                              |                              |                              |
| 3.                           | 17.09.1955                   | Lozanna, Szwajcaria          | Szwajcaria                   | 5:4                          | 0                            | towarzyski                   |
| 4.                           | 25.09.1955                   | Budapeszt, Węgry             | ZSRR                         | 1:1                          | 0                            | towarzyski                   |
| 5.                           | 02.10.1955                   | Praga, Czechosłowacja        | Czechosłowacja               | 3:1                          | 0                            | towarzyski                   |
| 6.                           | 16.10.1955                   | Budapeszt, Węgry             | Austria                      | 6:1                          | 0                            | towarzyski                   |
| 7.                           | 13.11.1955                   | Budapeszt, Węgry             | Szwecja                      | 4:2                          | 0                            | towarzyski                   |
| 1956                         |                              |                              |                              |                              |                              |                              |
| 8.                           | 29.04.1956                   | Budapeszt, Węgry             | Jugosławia                   | 2:2                          | 0                            | towarzyski                   |
| 9.                           | 20.05.1956                   | Budapeszt, Węgry             | Czechosłowacja               | 2:4                          | 0                            | towarzyski                   |
| 10.                          | 16.09.1956                   | Belgrad, Jugosławia          | Jugosławia                   | 3:1                          | 0                            | towarzyski                   |
| 11.                          | 23.09.1956                   | Moskwa, ZSRR                 | ZSRR                         | 1:0                          | 0                            | towarzyski                   |
| 12.                          | 07.10.1956                   | Paryż, Francja               | Francja                      | 2:1                          | 0                            | towarzyski                   |
| 13.                          | 14.10.1956                   | Wiedeń, Austria              | Austria                      | 2:0                          | 0                            | towarzyski                   |
| 1957                         |                              |                              |                              |                              |                              |                              |
| 14.                          | 12.06.1957                   | Oslo, Norwegia               | Norwegia                     | 1:2                          | 0                            | el. MŚ 1958                  |
| 15.                          | 16.06.1957                   | Sztokholm, Szwecja           | Szwecja                      | 0:0                          | 0                            | towarzyski                   |
| 16.                          | 23.06.1957                   | Budapeszt, Węgry             | Bułgaria                     | 4:1                          | 0                            | el. MŚ 1958                  |
| 17.                          | 15.09.1957                   | Sofia, Bułgaria              | Bułgaria                     | 2:1                          | 0                            | el. MŚ 1958                  |
| 1958                         |                              |                              |                              |                              |                              |                              |
| 18.                          | 14.09.1958                   | Chorzów, Polska              | Polska                       | 3:1                          | 0                            | towarzyski                   |
| 19.                          | 28.09.1958                   | Moskwa, ZSRR                 | ZSRR                         | 1:3                          | 0                            | el. ME 1960                  |

## Kariera trenerska
Po zakończeniu kariery piłkarskiej Kárpáti został trenerem. Prowadził takie kluby jak: Ózdi Kohász, Videoton, nigeryjskie Darma Unite i Racca Rovers, Zalaegerszegi TE, kuwejcki Al Tadamon oraz Vasas SC.